# Filoveicolo
Il filoveicolo è un veicolo stradale a trazione elettrica per il trasporto di merci (in tale caso detto filocarro) o persone (in tale caso detto filobus); è provvisto di ruote gommate e di due aste di captazione per alimentarsi da una linea aerea di contatto a corrente continua, posta in alto detta anche bifilare. Se traina un rimorchio viene detto filotreno, se è composto da più parti comunicanti mediante un collegamento flessibile viene chiamato filosnodato.

## Definizioni ufficiali
Varie norme richiamano il concetto di "filoveicolo".

### Circolare ministeriale
La Circolare del Ministero dei Lavori Pubblici n. 30 del 3 gennaio 1963, facendo chiarezza su termini inerenti viabilità, traffico e veicoli, elenca una serie di definizioni.
- punto 17: Filoveicolo - «Veicolo a motore elettrico alimentato per contatto con una linea aerea esterna e non vincolato da rotaie».

### Decreto
- Decreto legislativo 10 settembre 1993, n. 360 «Aggiornamento del Codice della strada».
- Art. 55: Filoveicoli - «Veicoli a motore elettrico non vincolati da rotaie e collegati a una linea aerea di contatto per l'alimentazione; sono consentite la installazione a bordo di un motore ausiliario di trazione, non necessariamente elettrico, e l'alimentazione dei motori da una sorgente ausiliaria di energia elettrica».

Questa nuova definizione ufficializza, per la prima volta, la "trazione bimodale" ovvero la possibilità di dotare il filobus di un secondo motore, di varia natura e non obbligatoriamente elettrico, che possa assicurare la marcia in particolari situazioni, quali gli spostamenti nel deposito o dalla carreggiata per improvvise interruzioni di energia elettrica.

## Norme legislative
Altre regolamentazioni riguardano specificatamente i "filoveicoli".

### Decreti
- Decreto legislativo 10 settembre 1993, n. 360 «Aggiornamento del Codice della strada».
- Art. 75: Prescrive una serie di controlli sui filoveicoli adibiti al trasporto di persone.
- Decreto ministeriale del 10 luglio 2003 n. 238 «Disposizioni concernenti le procedure di omologazione dei filoveicoli per il trasporto di persone».

È una complessa serie di norme e verifiche a cui devono essere assoggettati non solo i nuovi filobus immessi in servizio, ma anche quelli già circolanti; inoltre, molte disposizioni, vigenti prima della decorrenza di questo decreto, vengono abrogate.